# Grotte du Placard
Die Grotte du Placard (auch le Placard) ist eine Höhle in der ehemaligen französischen Gemeinde Vilhonneur im Département Charente (Region Nouvelle-Aquitaine) – etwa 30 Kilometer östlich von Angoulême – und enthält Petroglyphen des oberen Solutréens.

## Etymologie
Das französische maskuline Substantiv placard hat die Bedeutung Schrank, Wandschrank.

## Geographie
Zusammen mit der Grotte du Visage liegt die Grotte du Placard auf der linken Talseite der Tardoire. Sie befindet sich 6,5 Kilometer westnordwestlich von Montbron in einer Steilwand beim Weiler Rochebertier. Der Zugang zur Höhle erfolgt über die D 109.

Ort des Solutréen – le Placard ist 8

## Beschreibung
Die Haupthöhle ist 17 Meter lang und 9 Meter breit. Ihr Eingang besitzt eine topographische Höhe von 125 Meter über Meerhöhe und öffnet in mitteljurassische Kalke des Bajociums. Nach Westen zweigt ein Galeriegang ab, mit Petroglyphen auf der südlichen Wandseite. Die Haupthöhle endet in zwei schmalen Gängen in Nordwest- als auch in Nordrichtung. Der Nordwestgang führt beidseitig ebenfalls Petroglyphen, der Nordgang ist inert.

## Geschichte
Die Grotte du Placard wurde um 1853 entdeckt. Zwischen 1877 und 1888 wurden in der Höhle von Arthur de Maret Grabungen durchgeführt. Diese richteten jedoch großen Schaden an, da sie wie damals üblich nur die als interessant eingestuften Objekte zurückbehielten. Danach wurde die Höhle noch mehrmals untersucht. Die Grabungen von 1902 wurden vom Französischen Verein für den Fortschritt der Wissenschaften (Association française pour l’Avancement de Sciences) finanziert.
In der Höhle konnten mehr als zehn Niveaus aus dem Mittel- und Jungpaläolithikum ausgeschieden werden, insbesondere Magdalénien und Solutréen. Die vom Abt Henri Breuil auf dem Kongress von Genf im Jahre 1912 vorgestellten Unterteilungen des Jungpaläolithikums beruhten zum Teil auf den Ausgrabungsergebnissen der Grotte du Placard.
Auf Bitten des Paläontologen Jean Piveteau wurden die Grabungen im Jahr 1958 vom Abt Jean Roche erneut aufgenommen. Weitere Untersuchungen folgten ab 1987 durch den Archäologen des Départements Charente Louis Duport, nachdem ein Rentiergeweih mit Ritzzeichnungen von Rindern aufgefunden worden war. Louis Duport war es dann auch, der im Jahr 1990 die Ritzzeichnungen an der Höhlenwand entdeckte, nachdem er den Seitengang von angefallenem Schutt freigelegt hatte. Die Forschungen werden seitdem unter der Schirmherrschaft von Jean Clottes und Louis Duport weiter fortgesetzt.

## Stratigraphie

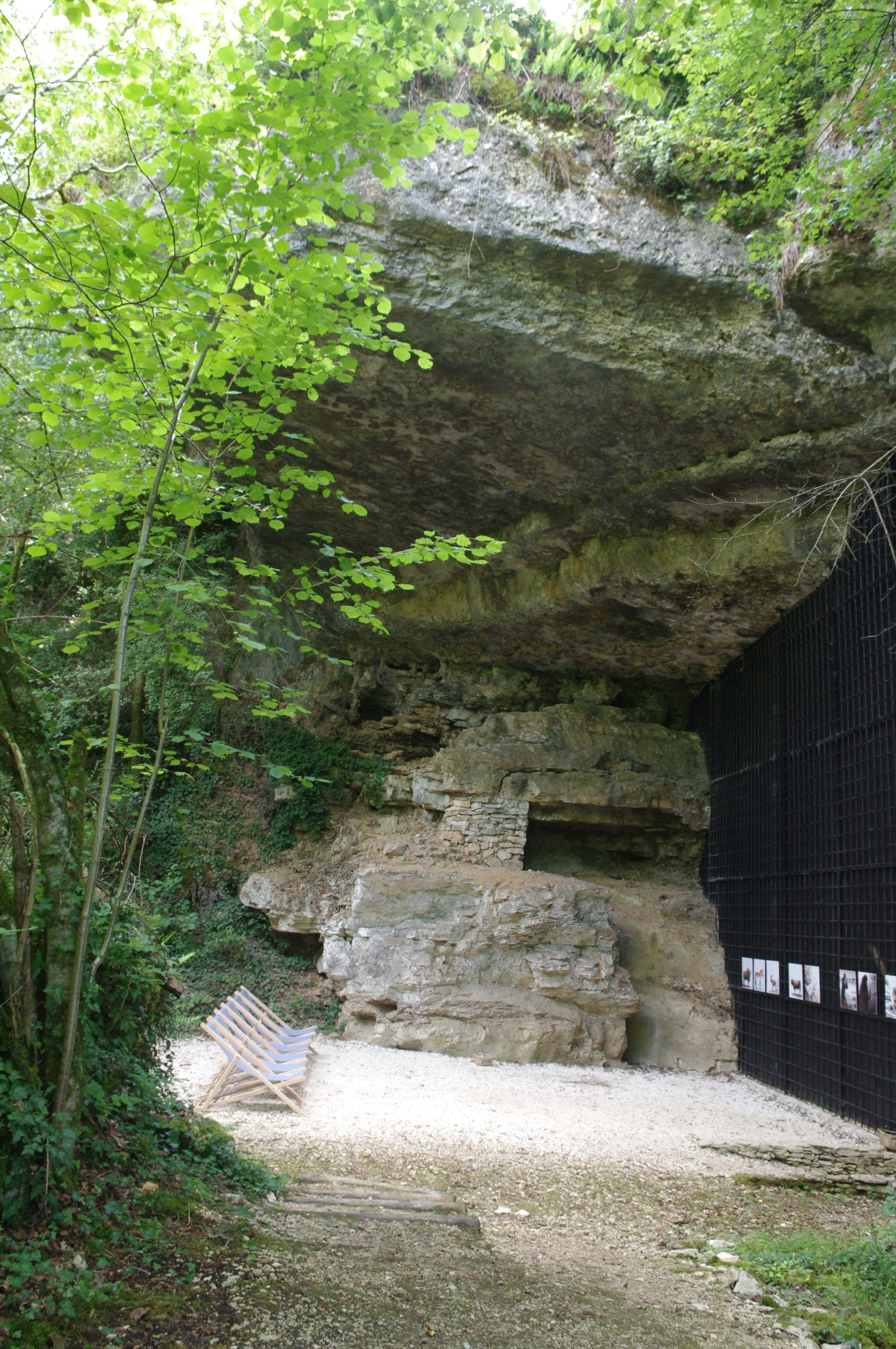
Höhleneingang mit Absperrung

Die Grabungen von 1877 bis 1902 konnten folgende stratigraphische Abfolge in der Grotte du Placard etablieren (vom Hangenden zum Liegenden):
- eine obere Lage mit historischen Überresten, die bis in die Bronzezeit zurückreichen, jedoch nur sehr undürftig dokumentiert sind
- ein 1,5 Meter mächtiges Niveau aus dem Magdalénien, das in vier Schichten weiter unterteilt werden kann
- ein 1,0 Meter mächtiges Niveau aus dem Solutréen
- ein 1,5 Meter mächtiges Niveau aus dem Moustérien.

Vor der Höhle im Freien fand Jean Roche folgende Verhältnisse vor:
- mittleres Magdalénien
- frühes Magdalénien
- gezähntes Moustérien (Französisch Moustérien à denticulés)
- Moustérien.[3]

Im seitlichen Galeriegang erstellte Jean Roche folgende Stratigraphie:
- Magdalénien IV, über rund 10 Zentimeter mit jüngeren Elementen vermischt
- Lage mit kleinen Kalkbruchstücken
- Magdalénien IVa und IIIb mit zahlreichen Bohrern, Schabern, Klingen und anderen Artefakten – 20 Zentimeter mächtig
- mittleres, über 17 Lagen aushaltendes Magdalénien
- Höhlenboden aus parallel verlaufenden Karstblöcken.

## Funde

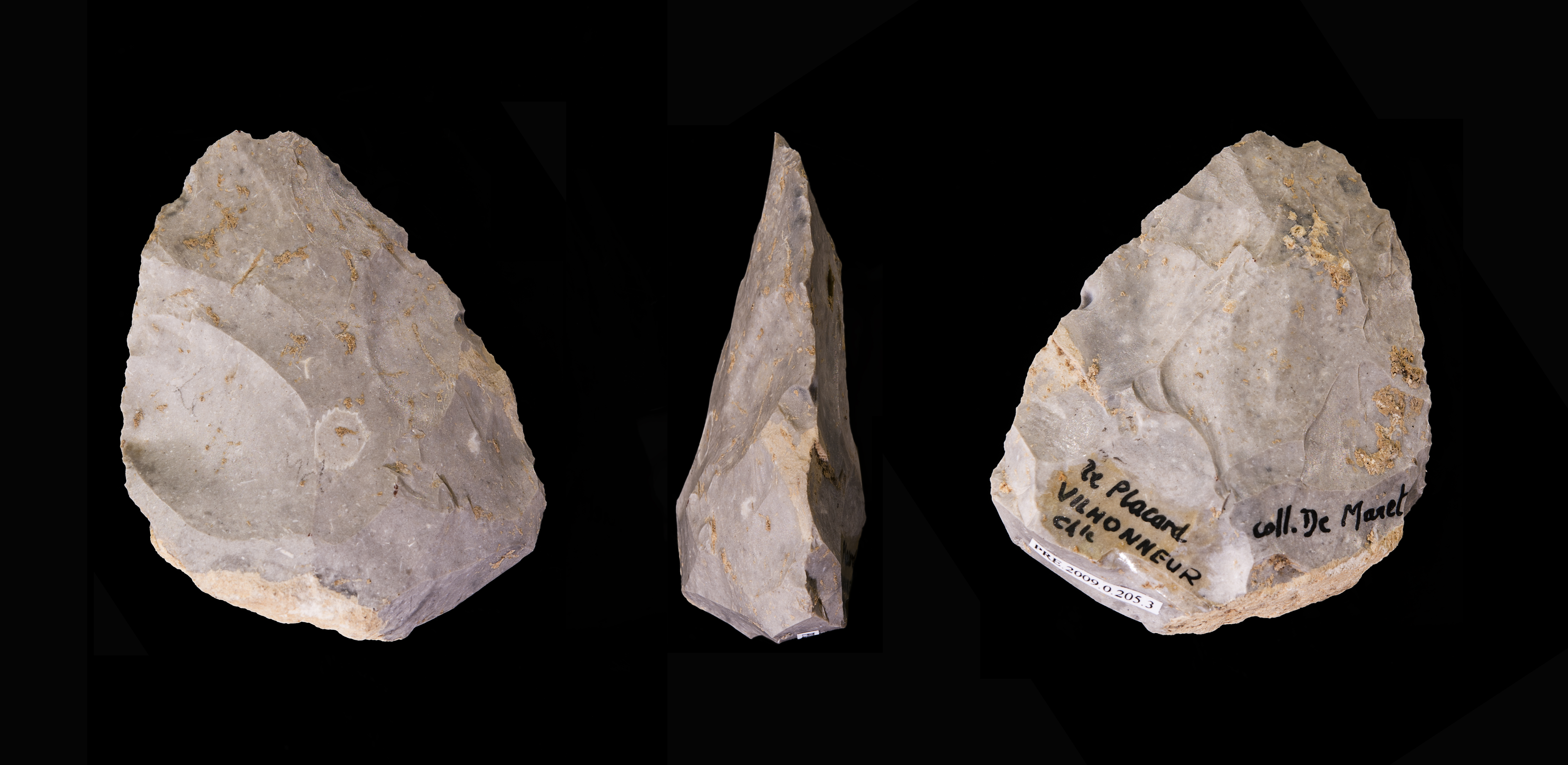
Feuerstein-Faustkeil des Moustériens

Inmitten einer sehr artenreichen Fauna wurden in der Grotte du Placard ähnlich wie in anderen Fundstätten der Charente die Knochenreste einer Saigaantilope (Saiga tatarica) angetroffen.
Der Unterkiefer eines vermeintlichen Neanderthalerkindes ist leider mittlerweile verschwunden. Ein im Jahr 1960 entdeckter Zahn eines Kindes war von Artefakten des Moustériens (Mittelpaläolithikum) begleitet. Es wurden zahlreiche Knochenfunde von Homo sapiens gemacht – darunter zu Trinkbechern umgestaltete Schädel. Diese Funde stammen aus dem Solutréen (Jungpaläolithikum).

## Höhlenkunst
Im Jahr 1990 wurde ein 5 Meter langer und 1,90 Meter hoher Fries entdeckt, welcher am Fuß der Seitenwand des Galerieganges unter dem Abfall der dem Solutréen zugeordneten Schicht verborgen lag. Es handelt sich hier um sehr feine, asymmetrisch ausgeführte Ritzzeichnungen. Dargestellt sind sehr viele Pferde, aber auch Rotwild, Steinböcke, Rentiere, eine Gämse, eine Saigaantilope, mehrere Rinder, ein Aurochs und zwei die Zunge herausstreckende Wisente.
Ein gutes Dutzend von vogelartigen Klammerverzierungen sind ebenfalls zugegen. Diese Zeichen stimmen mit den Funden in Pech Merle und in den Grottes de Cougnac überein. Auch die gut 500 Kilometer entfernte Grotte Cosquer bei Marseille enthält sehr ähnliche Zeichen. Ihre Verstreuung über weite Distanzen während des Solutréens deutet auf einen sehr wichtigen Symbolcharakter der Zeichen.
Beim Durchsieben des Schutts kamen 640 gravierte Kalkblöcke zum Vorschein, was darauf schließen lässt, dass ein Großteil der Seitenwände von Ritzzeichnungen übersät war. Bereits ab 1942 hatte Raoul Daniel Kalkplatten untersucht, welche sich aus dem Höhlengewölbe gelöst hatten. Eine darunter war von Rotocker überzogen und mit eingeritzten Rentieren versehen, eine andere zeigte einen Hirschen.
Altersdatierungen mit der C-14 Methode ergaben für die Ritzzeichnungen ein Alter von 19.708 ±250 Jahren vor heute, sie stammten also aus dem Solutréen. Jean Clottes schlug vor, die angetroffenen Petroglyphen mit dem Begriff Zeichen des Placard-Typs zu belegen.

## Werkzeuge und Artefakten

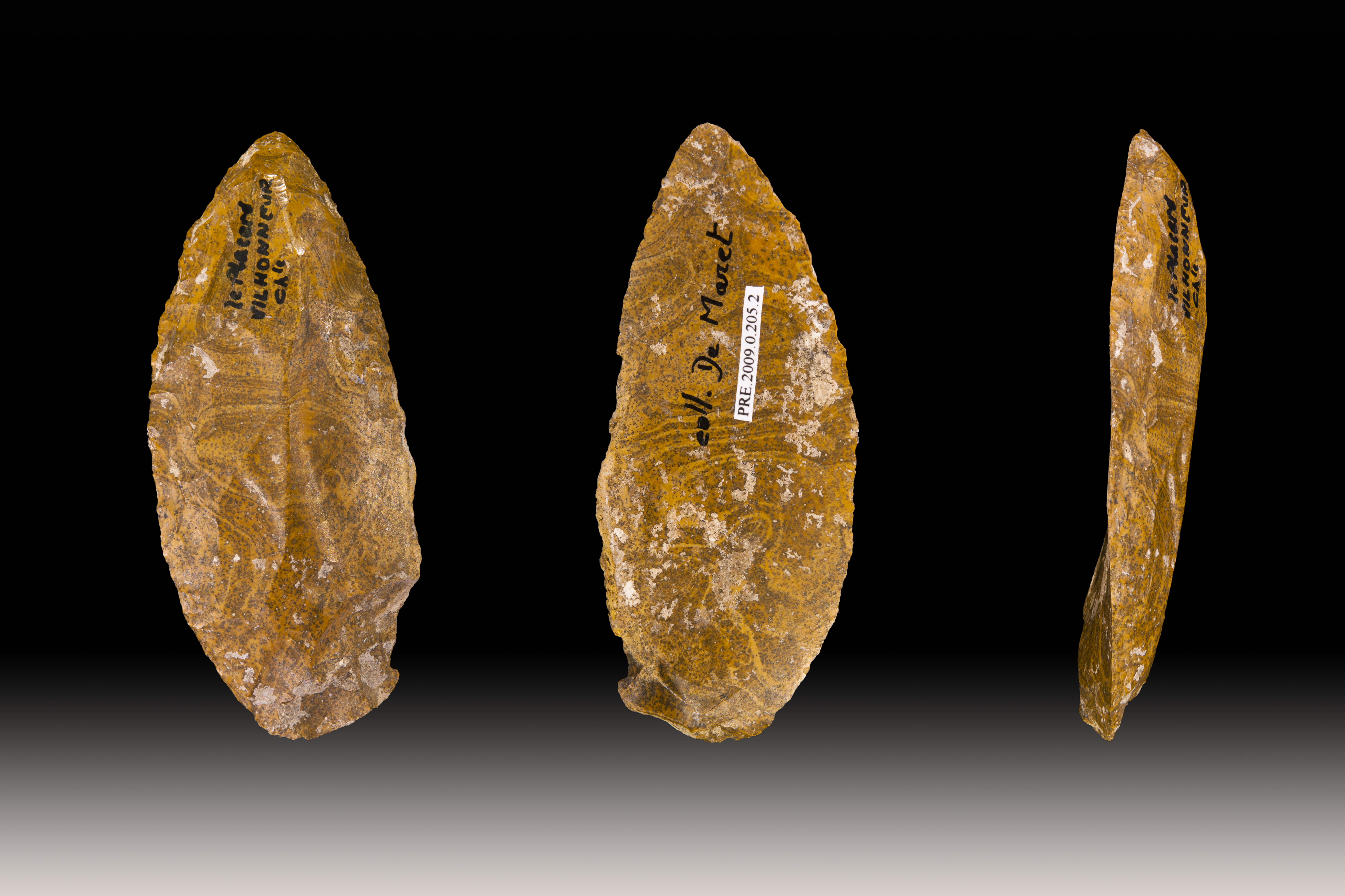
Retuschierte Klinge des Mittelpaläolithikums – Museum von Toulouse

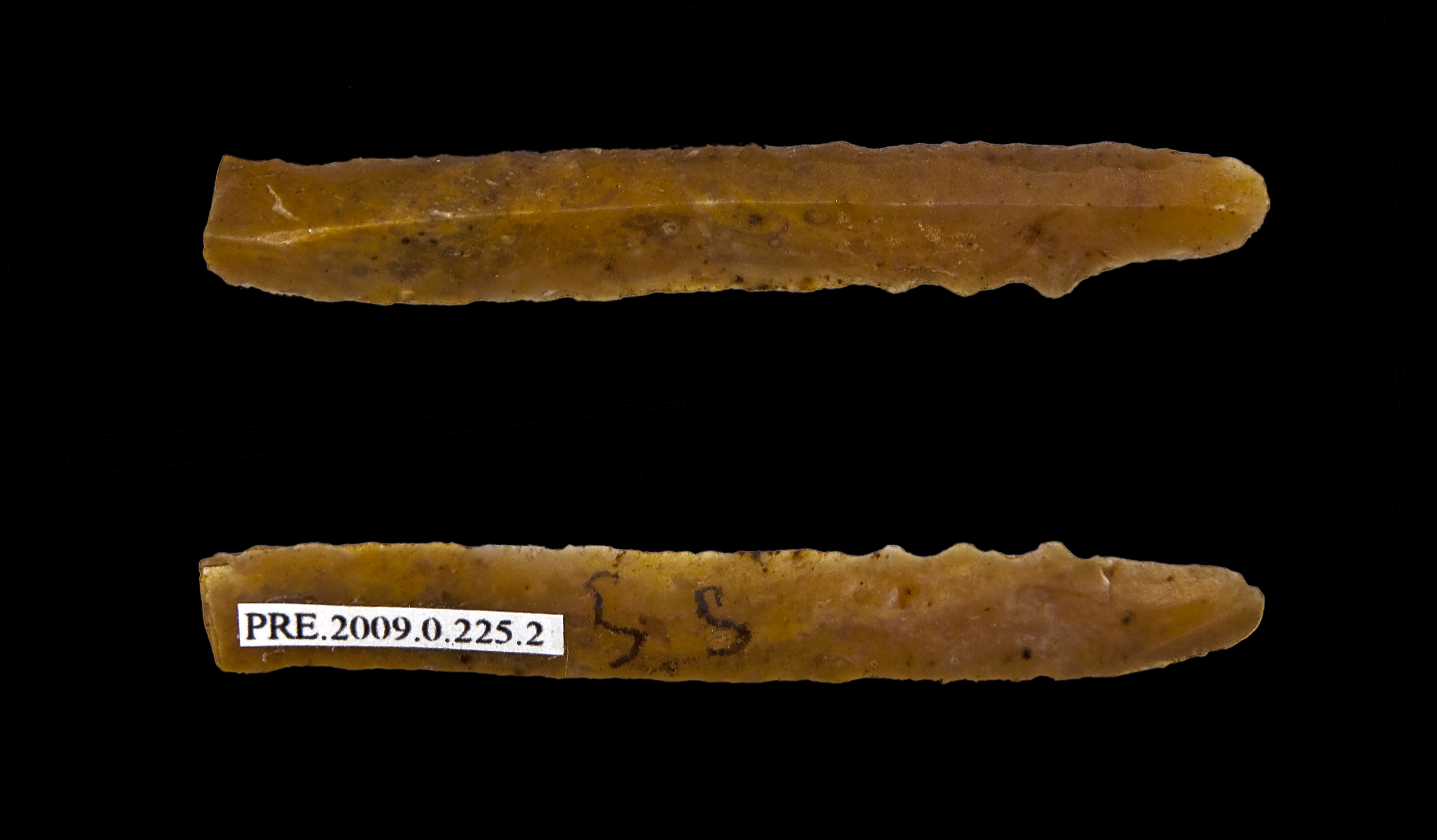
Verkürzte Kleinklinge – Museum von Toulouse

Die angetroffenen Steinwerkzeuge des Mittelpaläolithikums stammen aus dem Moustérien, genauer aus dem Moustérien des Quina-Typs und dem gezähnten Moustérien. Das Solutréen (Jungpaläolithikum) wird insbesondere von Lorbeer- und Weidenspitzen repräsentiert. Das ältere Magdalénien lieferte Schaber und Bohrer unterschiedlicher Fertigung.
Überdies wurden zahlreiche im Magdalénien gefertigte Speerspitzen aus Rentiergeweih gefunden, aber auch aus anderen tierischen Hartsubstanzen hergestellte Objekte kamen zum Vorschein, wie beispielsweise ein Haken, Trillerpfeifen, Nadeln und Schmuckstücke (aus Zähnen und durchbohrten Muscheln). Vorhanden waren auch aus Rentiergeweih hergestellte Speerschleudern mit dem für das mittlere Magdalénien typischen Haken. Eine 50 × 30 Millimeter große Knochenplatte wurde während der Grabungskampagne 1961 - 1962 geborgen. Sie dürfte aus dem Schulterblatt eines großen Tieres gefertigt worden sein. Die Platte ist gezähnt und einseitig beritzt, dargestellt ist wahrscheinlich ein Fisch.
Zwei Gegenstände aus Rentiergeweih hatten die Form von Genitalien und werden als Kommandostäbe interpretiert. Einer von ihnen ist 140 Millimeter lang und besitzt die Form eines Penis. Der andere misst 155 Millimeter und endet in einer durchbohrten Doppelstulpe, in die eine Vulva eingraviert war. Ein von Arthur de Maret im Jahr 1870 entdeckter durchbohrter Stab aus Rentiergeweih trägt als Skulptur einen Tierkopf – möglicherweise ist ein Fuchs oder ein Steinbock abgebildet.

## Bedeutung
Die Bedeutung der Grotte du Placard liegt für Jean Clottes in folgenden Punkten begründet:
- Petroglyphen sind im Solutréen generell sehr selten
- die Ritzzeichnungen sind in ihrem Ensemble für die Charente einzigartig
- die Qualität der Zeichnungen in Verbund mit den rätselhaften Zeichen machen die Grotte du Placard zu einer Hauptfundstätte paläolithischer Kunst.

## Schutzmaßnahmen
Die Höhle ging 1990 in Staatsbesitz über. Dank der vom Conseil général de la Charente getroffenen Maßnahmen ist sie jetzt während der Sommermonate nach Reservierung der Öffentlichkeit zugänglich. Die Grotte du Placard wurde am 3. März 1989 zum Monument historique erklärt.

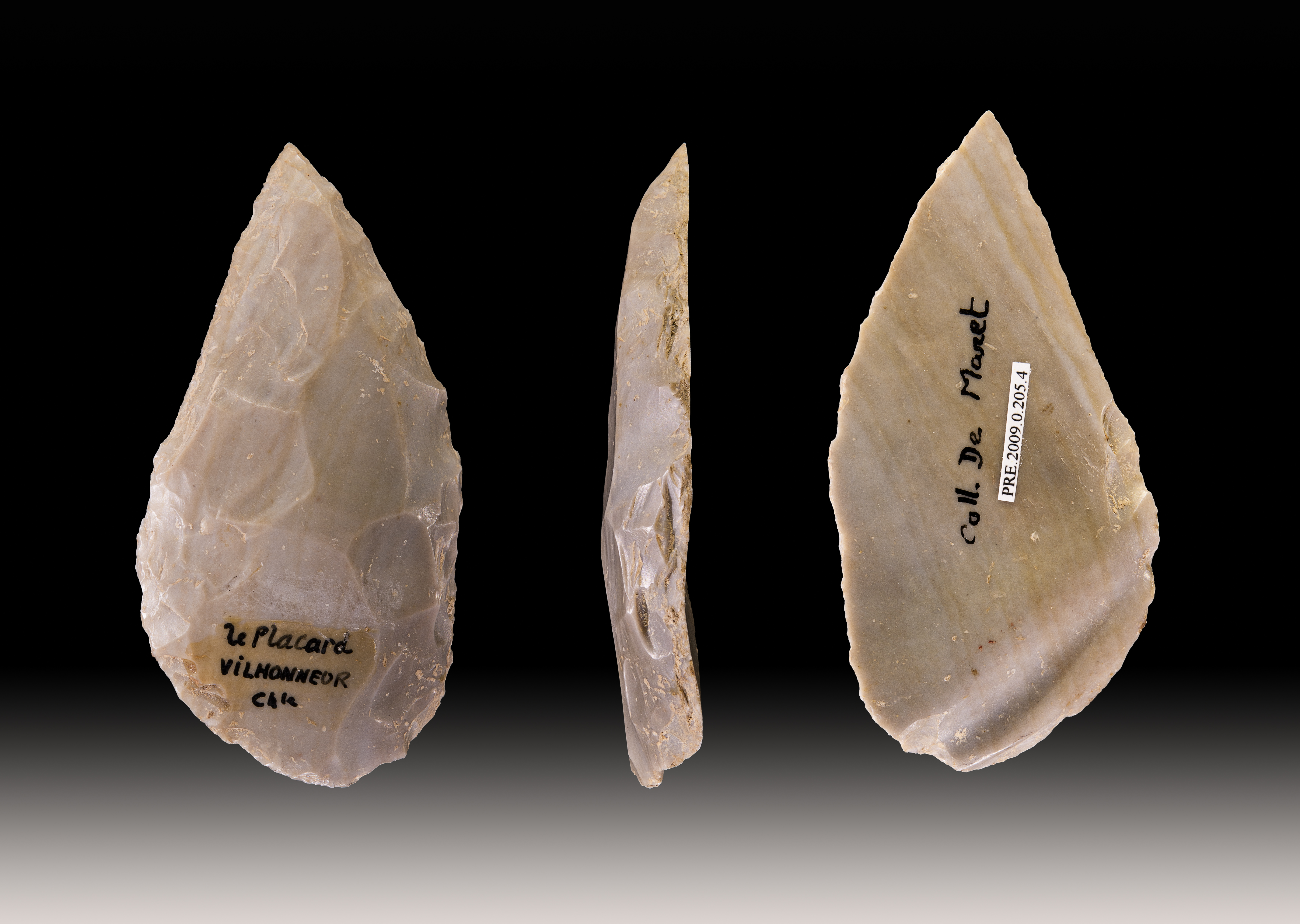
Spitze aus dem Moustérien
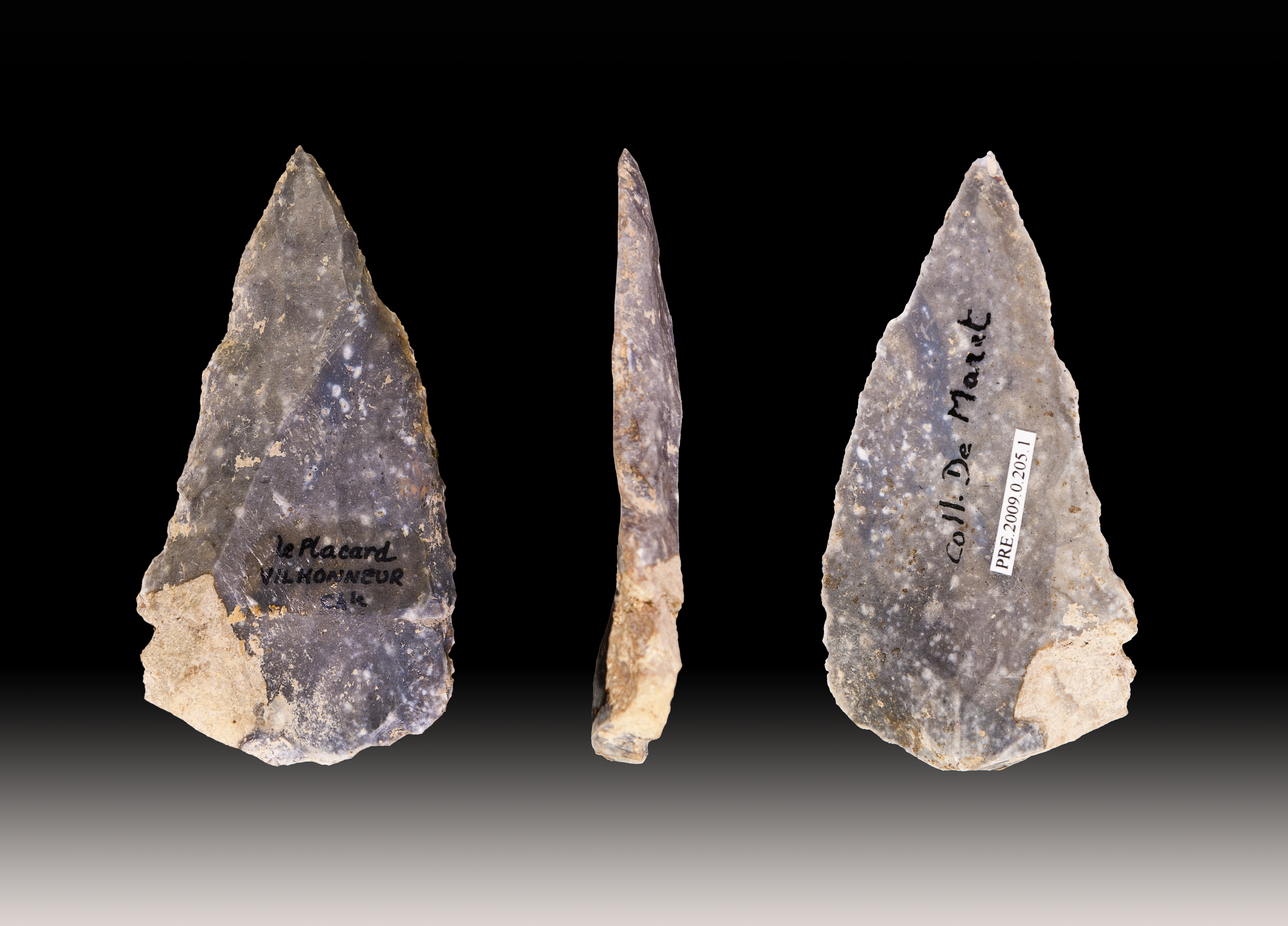
Spitze in Levalloistechnik, Mittelpaläolithikum
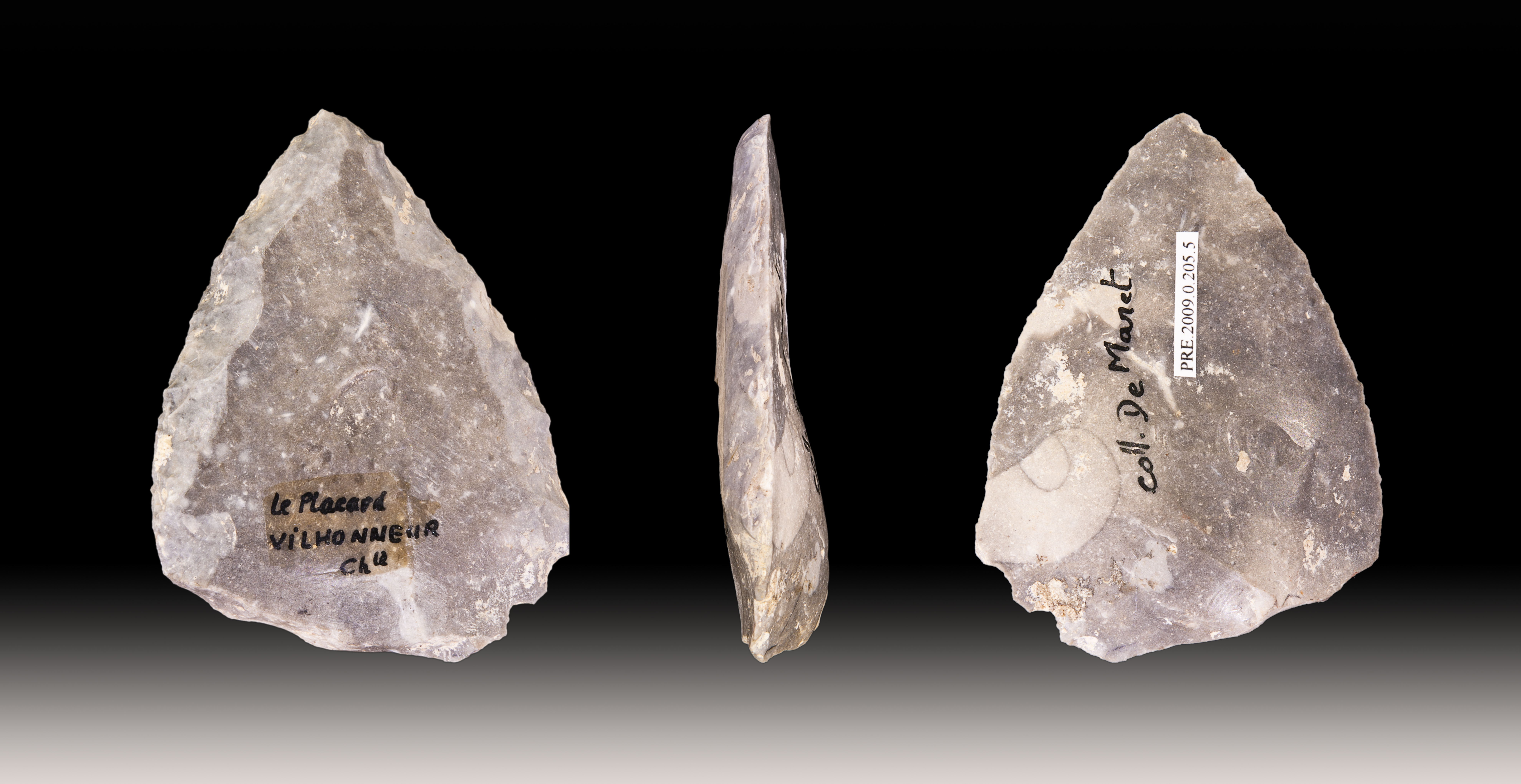
Retuschierte Spitze in Levalloistechnik, Mittelpaläolithikum
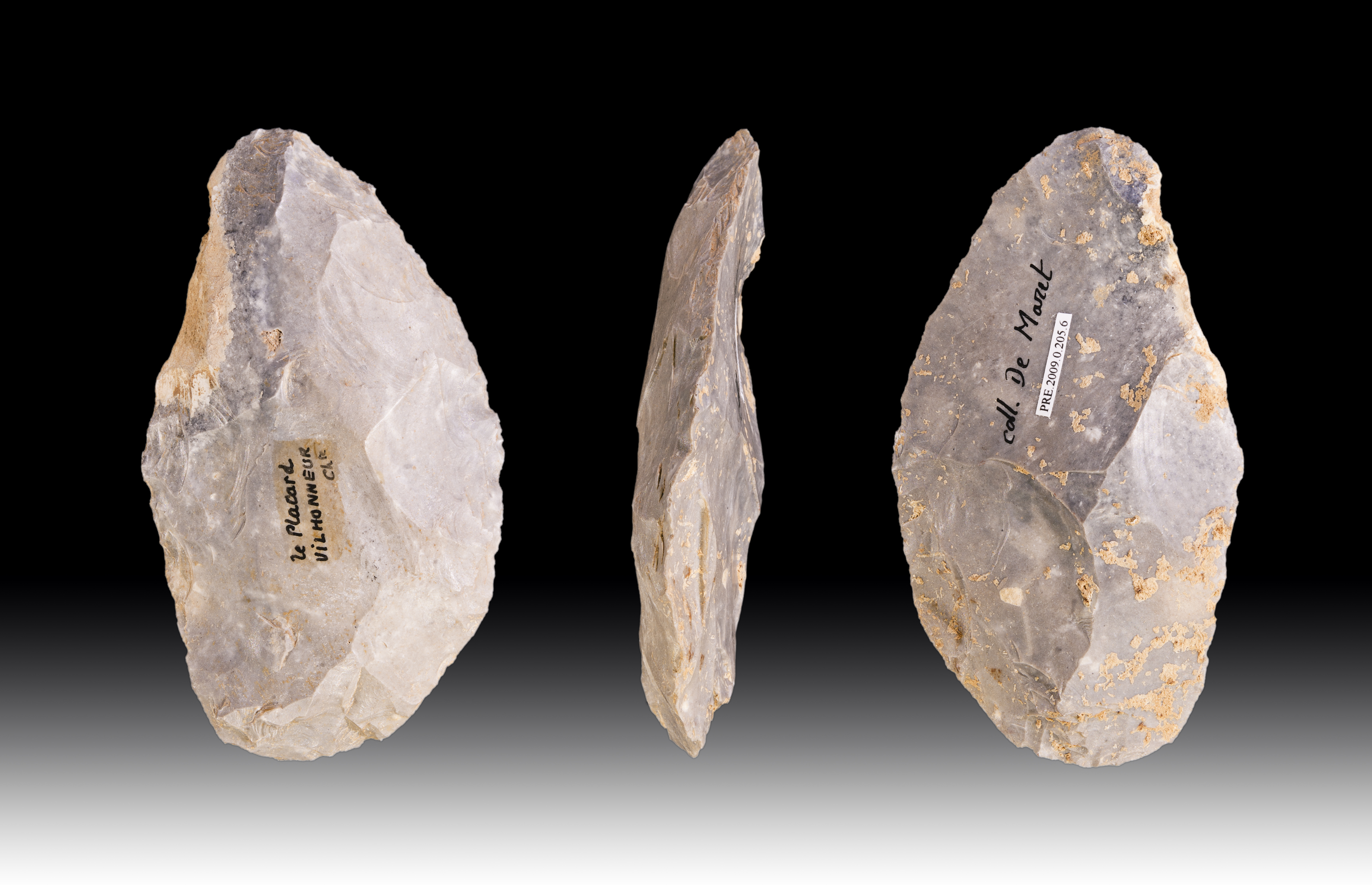
Schaber des Mittelpaläolithikums
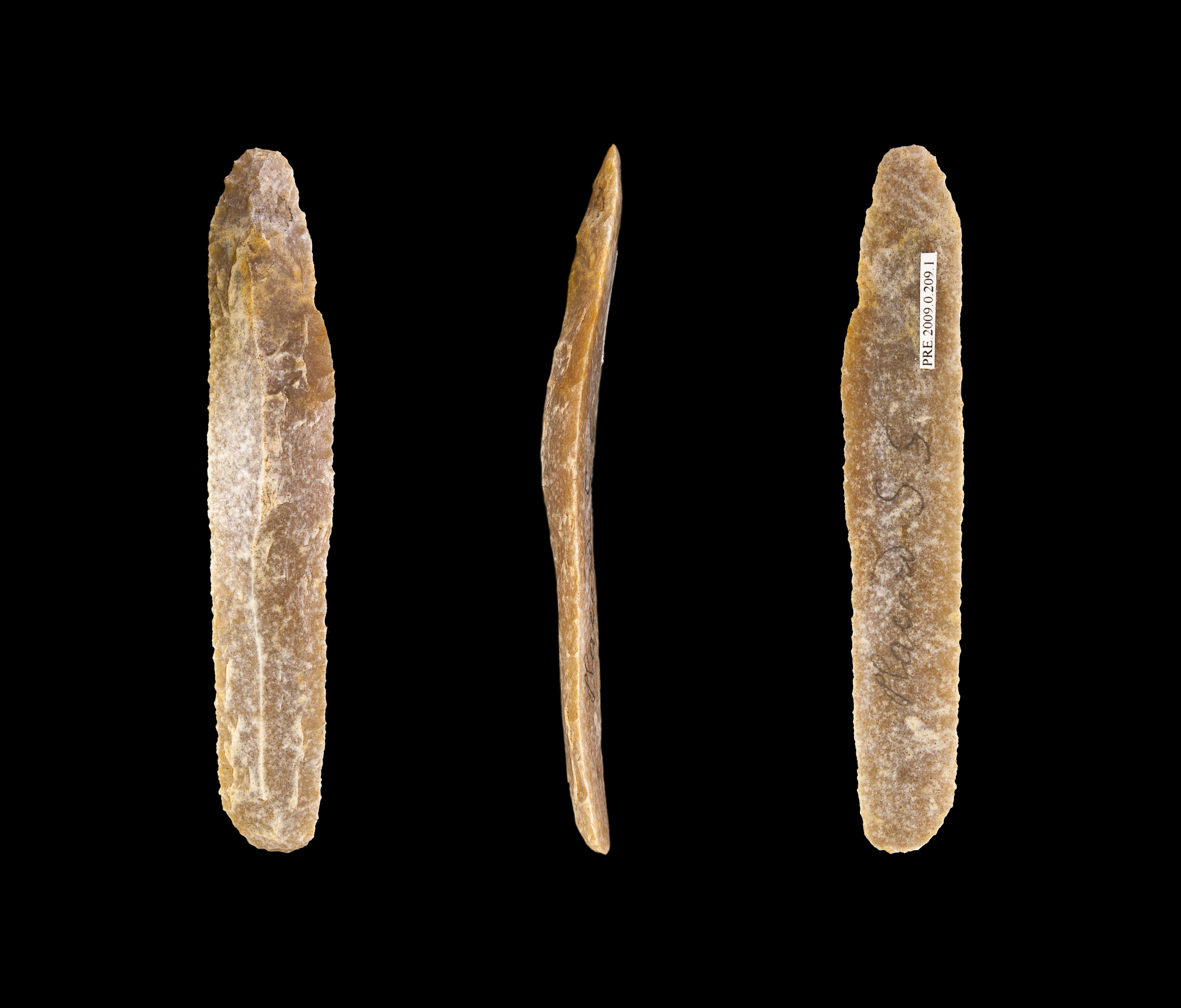
Klinge des Jungpaläolithikums
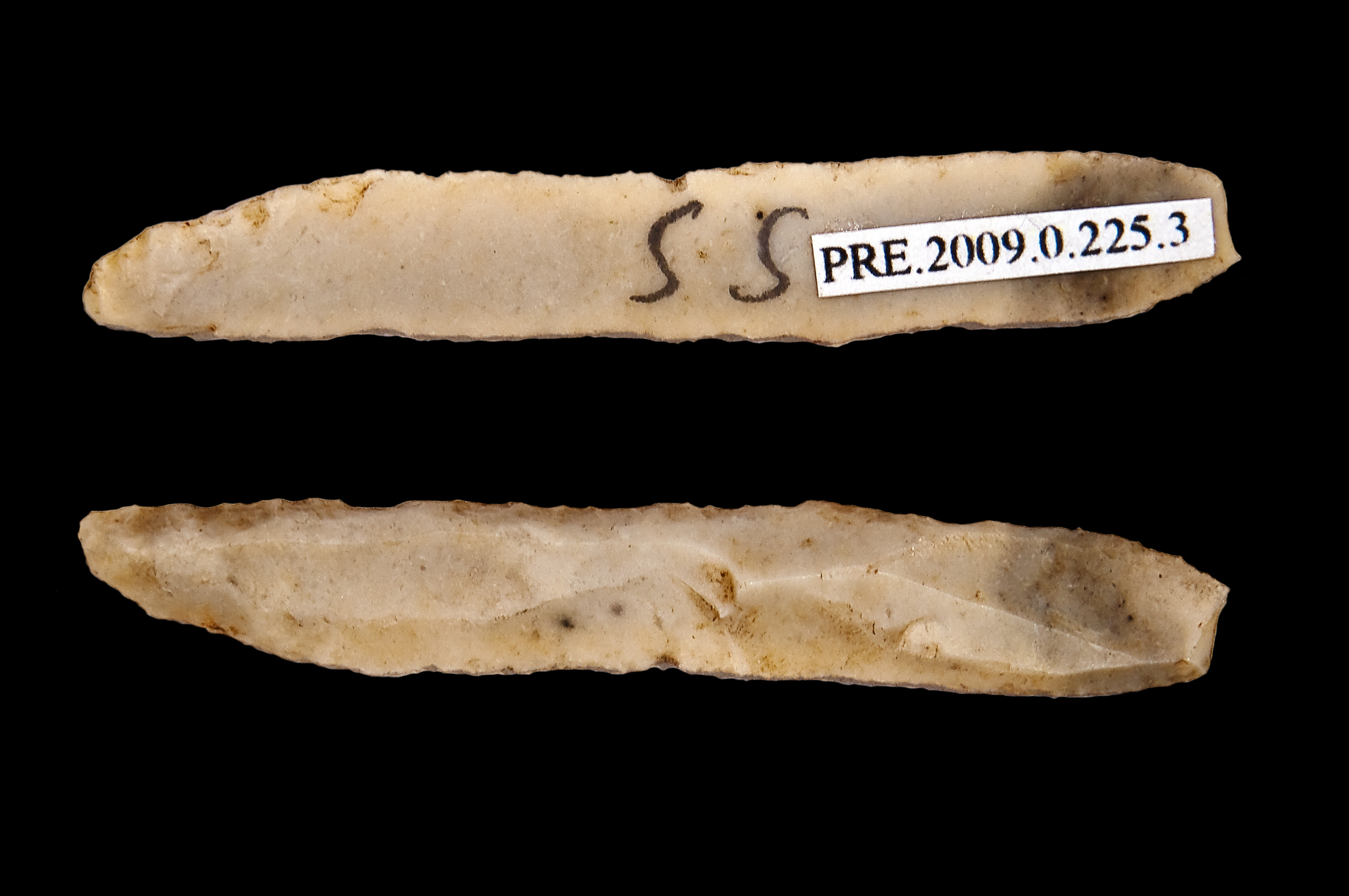
Klinge des Jungpaläolithikums
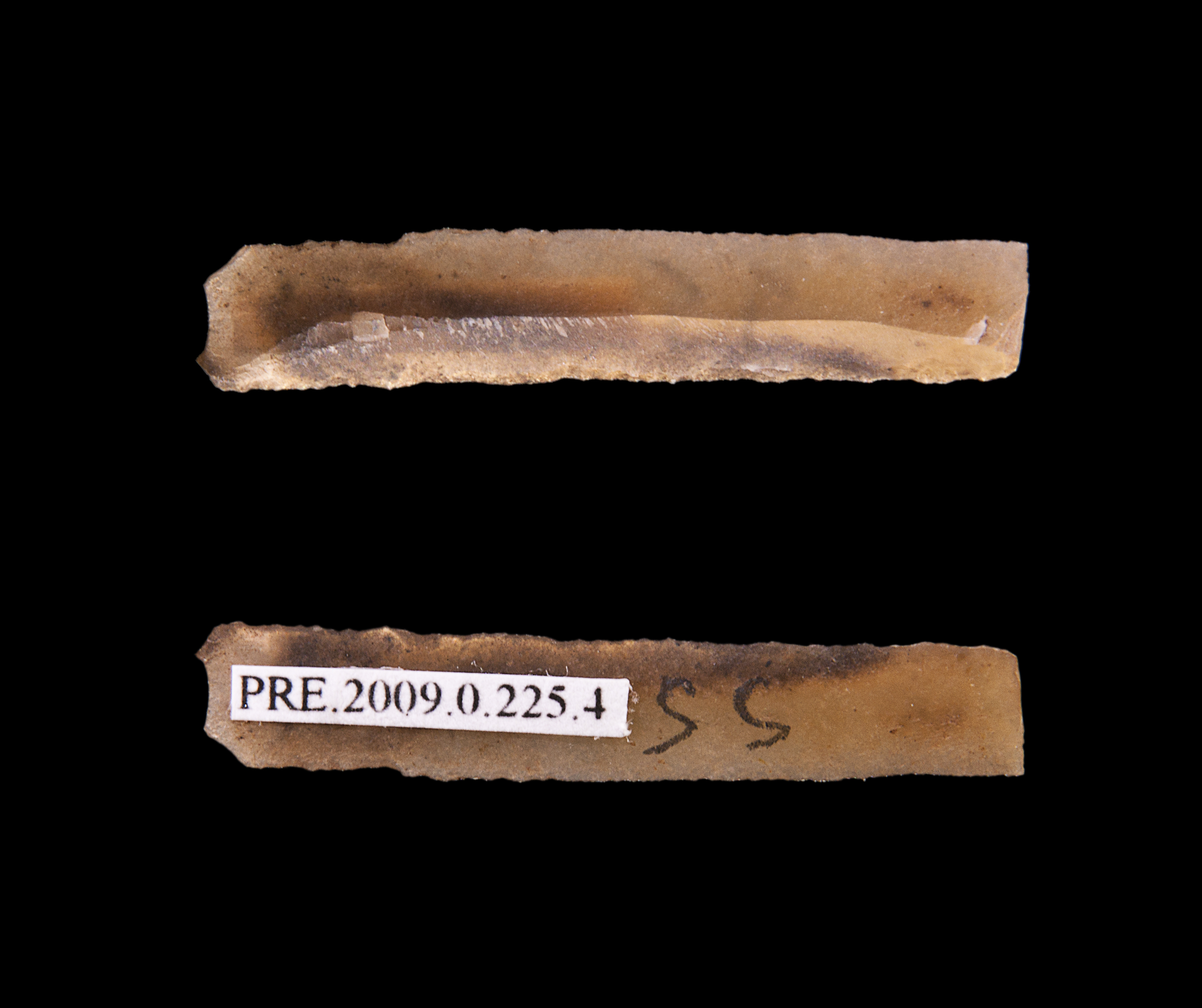
Verkürzte Kleinklinge

Alle abgebildeten Fundstücke befinden sich im MHNT in Toulouse.